# Wodospad na Mosornym Potoku
Wodospad na Mosornym Potoku – wodospad na Mosornym Potoku w miejscowości Zawoja w województwie małopolskim. Znajduje się w lesie, na północno-zachodnich stokach Pasma Policy należącego do Beskidu Żywieckiego.
Jest to naturalny wodospad, jeden z najwyższych w całych Beskidach. Ma wysokość 8 m, woda spada tutaj z pionowego progu zbudowanego z warstw fliszu karpackiego. Powyżej wodospadu, stokiem Mosornej prowadzi znakowany szlak turystyki pieszej. Można od niego zejść do wodospadu stromym zejściem zabezpieczonym drewnianymi balustradami.
Szlak turystyczny
 Zawoja – Mosorne – Mosorna – Kiczorka. Czas przejścia: 2:25 h, 1:45 h